# Paramicroplus strigatus
Paramicroplus strigatus är en skalbaggsart som beskrevs av Hermann Burmeister 1844. Paramicroplus strigatus ingår i släktet Paramicroplus och familjen Melolonthidae. Inga underarter finns listade i Catalogue of Life.